# Biton planirostris
Biton planirostris är en spindeldjursart som först beskrevs av J. Birula 1941.  Biton planirostris ingår i släktet Biton och familjen Daesiidae. Inga underarter finns listade.